# Claude Boutet
Pour les articles homonymes, voir Boutet.

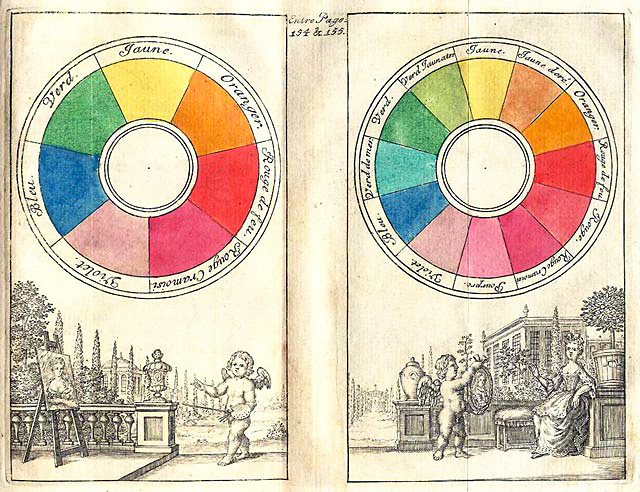
Edition de 1708 du Traite de la Peinture in Mignature, peint à la main

Claude Boutet est un peintre français du XVIIe siècle et XVIIIe siècle.
On lui attribue notamment l'ouvrage  Traite de la Peinture en Mignature en 1708, dans lesquels il dessina des cercles chromatiques, les plus anciens connus à ce jour.
Il publia également en 1679 École de la mignature : Dans laquelle on peut aisément apprendre à peindre sans maître.

## Œuvres
- École de la mignature : Dans laquelle on peut aisément apprendre à peindre sans maître, Lyon, Franc̜ois Du Chesne, 1679 (BNF 36118926, lire en ligne) ( autre ed. digitale de la version de 1679, réédition de 1708, réédition de 1782 sur Gallica.bnf.fr)